# Vibidia
Vibidia (лат.) — род божьих коровок из подсемейства Coccinellinae.

## Описание
Переднегрудь с двумя продольными линиями. Межтазиковый отросток переднегруди не окаймлён. Передние края надкрылий узко распластаны.

## Систематика
В составе рода:
- Vibidia bissexguttata Fabricius, 1792
- Vibidia duodecimguttata (Poda, 1761)
- Vibidia korschefskii (Mader, 1930)
- Vibidia huiliensis Pang et Mao, 1979
- Vibidia luliangensis Cao et Xiao, 1979
- Vibidia nagayamai Araki 1961
- Vibidia xichangiensis Pang et Mao, 1979
- Vibidia zhongdianensis Jing, 1992
- Vibidia fukudai Kitano, 2019[3]
- Vibidia saitoi Kitano, 2019[3]